# Bambini di Teheran

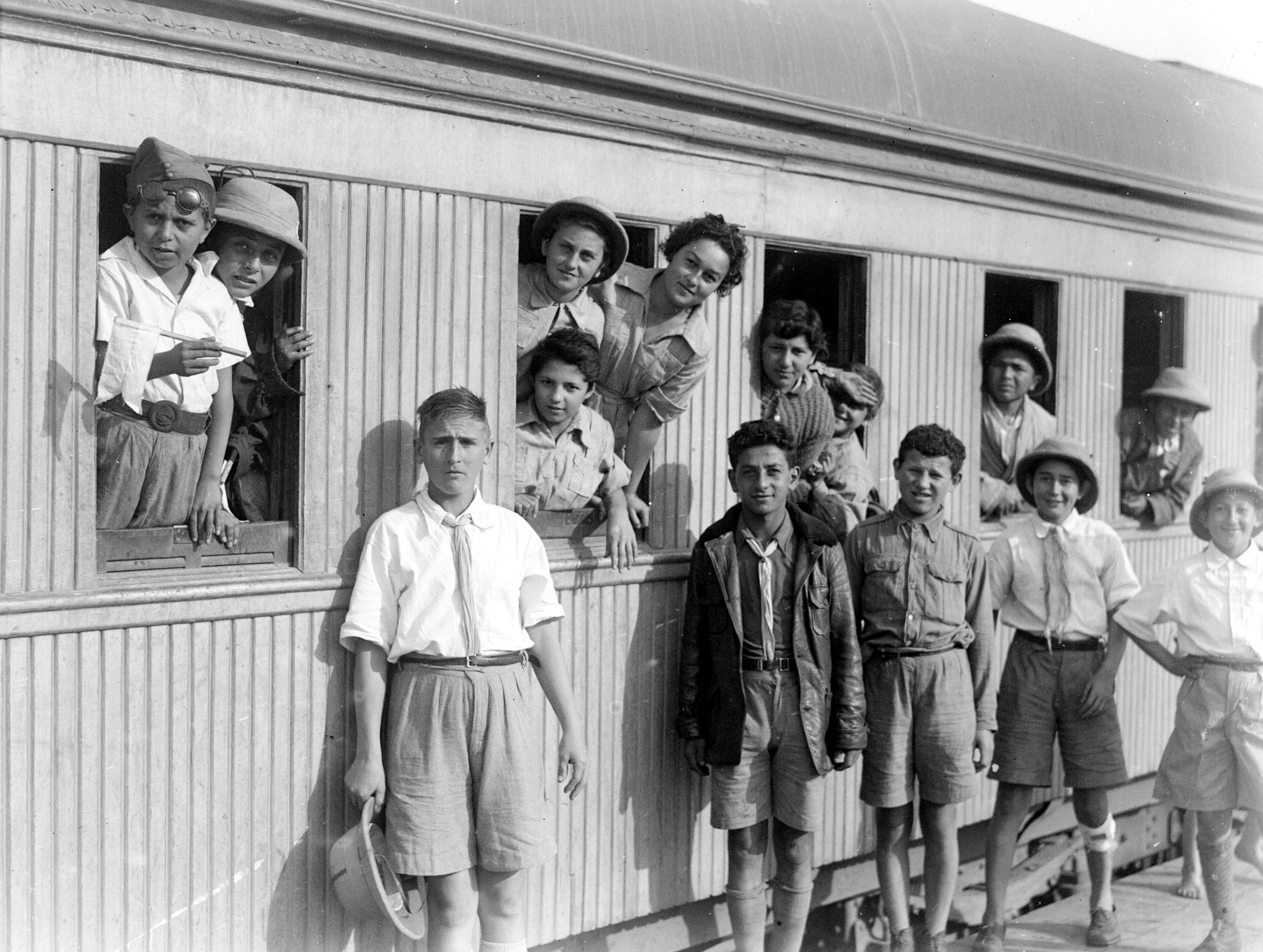
Un gruppo di "bambini di Teheran" al loro arrivo in Palestina

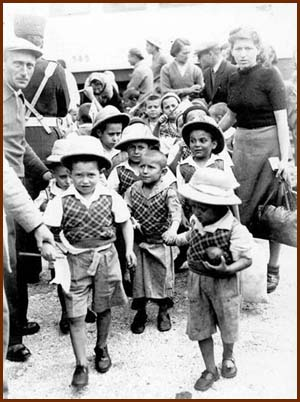
Il gruppo dei più piccoli, sempre al loro arrivo in Palestina

I bambini di Teheran sono stati un gruppo di 861 bambini dell'Olocausto, ebrei polacchi (per lo più orfani), i quali, sfuggiti all'occupazione tedesca e all'Olocausto rifugiandosi nell'Unione Sovietica, da lì raggiunsero la Palestina nel febbraio 1943 dopo un periodo di soggiorno a Teheran in Iran.

## La vicenda
Quando scoppiò la seconda guerra mondiale nel settembre del 1939, circa 300.000 ebrei fuggirono dalla Polonia occupata dai nazisti per l'Unione Sovietica, condividendo la sorte con il milione di polacchi cristiani che fuggirono o furono deportati nei territori dell'est dell'Unione Sovietica. La fuga e le successive deportazioni comportarono gravi difficoltà, malattia, fame e freddo, e lungo il tragitto molti bambini (quando non perirono essi stessi) persero i loro genitori o furono da essi separati.
Dopo l'attacco tedesco all'Unione sovietica, le truppe britanniche e sovietiche occuparono l'Iran, che si era all'inizio proclamato neutrale, al fine di aprire un corridoio diretto di comunicazione e di aiuti tra l'Unione Sovietica e gli Alleati occidentali.
Nel 1942 il governo polacco in esilio e le autorità sovietiche accettarono di consentire l'emigrazione in Iran di circa 24.000 rifugiati polacchi. Tra essi l'Agenzia ebraica ottenne che fossero inclusi circa 800 ebrei adulti e 1.000 bambini, per lo più orfani, che furono identificati e raccolti nei vari orfanotrofi dove erano stati dispersi. I bambini avevano un'età compresa tra 1 e 18 anni, sebbene la maggior parte fossero tra i 7 e 12 anni..
Tra l'aprile e l'agosto 1942 i rifugiati ebrei giunsero a Teheran. Al loro arrivo fu subito  istituito un orfanotrofio per i bambini con l'aiuto della comunità ebraica locale e delle organizzazioni sioniste internazionali. I bambini furono sistemati in tende a Dustan Tappeh, una ex caserma militare dell'Aeronautica iraniana appena fuori Teheran, in quella che divenne nota come la "Casa di Teheran per i bambini ebrei" Lì i bambini poterono essere adeguatamente assistiti e curati da medici e educatori, dopo anni per loro di grandi difficoltà.
Il 3 gennaio 1943 l'Agenzia ebraica ottenne dalle autorità britanniche che fosse consentita l'emigrazione in Palestina a loro e a un gruppo di adulti accompagnatori. Per 716 di loro il viaggio si svolse per nave fino a Suez e di lì in treno per la Palestina, dove giunsero il 18 febbraio 1943. Un secondo trasporto arrivò via terra attraverso l'Iraq il 8 agosto 1943. Alla fine 861 bambini e 369 adulti raggiunsero la Palestina, dove furono accolti in vari kibbuzim (719 bambini erano orfani, gli altri 142 viaggiavano con uno e entrambi i genitori). Al loro arrivo in Palestina le testimonianze di 73 di essi furono raccolte, e costituiscono oggi una delle rare opportunità di ascoltare la voce diretta di un gruppo di bambini dell'Olocausto.
Per la maggior parte dei bambini, la Palestina diverrà la loro nuova patria per il resto della loro vita. Tra essi 35 furono i caduti durante la Guerra arabo-israeliana del 1948. La vicenda del bambini di Teheran, tuttavia, fu a lungo dimenticata, tanto che solo nel 1997 fu ad essi ufficialmente riconosciuto dallo Stato di Israele lo status di "superstiti dell'Olocausto", dopo che nel 1994 Henryk Grynberg ne ripropose la vicenda in una pubblicazione in polacco (poi tradotta in inglese nel 1998). Nel 2012 il tribunale di Tel Aviv decretò che essi avessero anche diritto a una qualche forma di compensazione.